# حسن علا
حسن علا (انگلیسی: Hassane Alla؛ زادهٔ ۲۴ نوامبر ۱۹۸۰) بازیکن فوتبال اهل مراکش بود.
از باشگاه‌هایی که در آن بازی کرده‌است می‌توان به باشگاه فوتبال مولودیه وجده، باشگاه ورزشی بنی یاس، و باشگاه فوتبال لو آور اشاره کرد.
وی همچنین در تیم ملی فوتبال مراکش بازی کرده‌است.